# Hueikaeana directa
Hueikaeana directa är en insektsart som beskrevs av Sigfrid Ingrisch 1998. Hueikaeana directa ingår i släktet Hueikaeana och familjen vårtbitare. Inga underarter finns listade i Catalogue of Life.